# Митологија земаља источне Азије
Источна Азија обухвата Народну Републику Кину, Северну Кореју, Јужну Кореју, Тајланд, Вијетнам, Монголију и Јапан. На митологије ових држава највећи утицај имале су религије Хиндуизам, Будизам и Ислам. Негде на самом почетку хришћанске ере монаси из Индије и средње Азије, који су путовали трговачким "Путем Свиле", доносе будизам у Кину. Будистички монаси нису одбацивали староседелачка божанства, једино су тражили да верници схвате да им једино Буда може подарити истинско сазнање. Кина је извршила велики културни утицај на суседне земље, највише на Јапан. Легенде ових земаља су у основи врло сличне, врховни богови имају исте особине само у свакој земљи имају другачија имена.

## Кина
Корени кинеске цивилизације потичу из II миленијума пре нове ере. Тада је владала древна династија Шанг која је увела култ предака. Славили су многе богове, а врховни је био Шанг Ди, који се сматрао претком ове династије. Временом је попримио значајну улогу у кинеској религији. 1050. године пре нове ере освајачи из династије Чоу су збацили с престола владарску лозу Шанг. Они су поштовали божанство које се звало Тиан, што у преводу значи небо.
Са владавином династије Хан јавља се конфучијанство. То је религијски систем чији је оснивач био учитељ Кунг Фу Це (Конфучије). Он је наглашавао значај породичних веза и веровање у изразито слојевиту друштвену заједницу. Упоредо с конфучијанством јавио се и Таоизам, који је био нарочито привлачан потчињеним класама. Таоизам је учење о узвишеној потрази за "таоом", тј. путем, што представља неку врсту божанског принципа који лежи у основи свега што постоји. Следбеници овог учења тежили су достизању хармоније менталном смиреношћу и испразњеношћу ума. Унутар таоистичке традиције се развија помно разрађен пантеон богова и богиња где је главно божанство био Цар од Жада који је сматран одразом земаљског владара. За разлику од кинеза, јапанци су тврдили да припадници њихове царске породице потичу од божанства шинтоистичког пантеона.

### Јин и Јанг
У средишту таоистичке фиолозофије почивали су принцип космичког јединства и веровање да је природни поредак, заснован на уравнотежености и хармонији, одређивао токове свих постојећих процеса и егзистенцију свих постојећих бића. Две међусобно дејствујуће силе одржавале су кинески универзум у деликатној равнотежи. Јин симболизује женски принцип, повезује се са хладноћом, тамом, мекоћом, земљом, и првобитно је указивао на сеновиту страну планине. Јанг је мушки принцип и указује на осунчану страну планине и повезује се са светлошћу, топлотом, чврстином и небом. Ово су две крајње супротстављене али узајамно зависне силе и морале су да се налазе у савршеној равнотежи да би омогућиле постојање хармоније. Јин и јанг су живот и смрт, добро и зло. Древни кинески мит говори о томе да су јин и јанг зачети у праисторијском космичком јајету. Временом се, услед борбе супротстављених сила која се унутра одвајала, љуска јајета распрсла и ови врховни елементи су прожели читав универзум.

### Змај ифеникс
Змај симболизује мушки јанг принцип, оличава благонаклоне силе природе. Митски феникс симболизује женски јин принцип. Кинески цар је на својој владарској одори носио приказ змаја, а царица приказ феникса. Ова два митска створења симболизују брачну хармонију.

### Божанства
- Шоу Лао - бог дуговечности
- Фу Шен - бог среће
- Чаи Шен - бог изобиља
- Сусано Во - бог олује
- Чу Ронг - бог ватре
- Вен Чанг - бог књижевности
- Ба Хсиан - осам бесмртника из таоистичке митологије, симболизују добру срећу, они нису богови, они су достигли бесмртност следећи тао тј. пут;
- Фу Хси - у најстаријим кинеским митовима се појављује као створитељско божанство а касније се испоставља да је он први кинески цар;
- Даикоку - бог благостања и заштитник земљорадника;
- Дизанг Ванг - један од четворице предодређених Буди;
- Ли Тиегуаи - први бесмртник;
- Хе Хсиангу - заштитница неудатих девојака;

## Јапан
У 6. веку пре нове ере будизам преко Кине и Кореје долази на крају и до Јапана. Јапанци су га усвојили и њиме допунили своја шинтоистичка веровања. Због тога се за нека божанства ни дан данас не зна да ли су шинтоистичког или будистичког порекла.

### Мит о постању
Веровало се да је пре почетка света, високо на небу живео бог створитељ Камуи који је првобитно створио свет као океан на леђима велике рибе. Када би та риба удахнула настала би осека а када би је издахнула плима. Бог Изанаги и Богиња Изанами створили су Јапанска острва као и остале Богове. Богиња Изанами умрла је од опекотина док је рађала Бога ватре.

### Божанства
- Аизен Мју - бог љубави
- Аматерасу - богиња сунца
- Аме-Но-Узиме - богиња зоре и смеха
- Бензаи - један од богова среће
- Сусано-Во - бог олује

## Митологија Северне и Јужне Кореје
На корејску митологију највише су утицали шаманизам, будизам, кинеско конфучијанство, и шинтоистичка религија. У раним корејским митовима помиње се преображај појединих мушкараца у птице и жена у рибе.

### Мит о постању
На почетку није било ничега у универзуму. Сторени су бог Yul-ryeo 율려(律呂) и богиња Mago 마고(麻姑). Yul-ryeo умире а Маго рађа две богиње:Gung-hee 궁희(穹姬) и So-hee 소희(巢姬). Једна од њих рађа два рајска мушкарца천인(天人), а друга две рајске жене천녀(天女).
Када су они рођени, Yul-ryeo оживљава и кроз њено васкрснуће настају рај, земља, океани, и душа.

### Божанства
Кореанци су сматрали све богове једнаким зато што су веровали да је њихова дужност да решавају проблеме у људским животима.
Два бога креатора
- Миреук - Северна Кореја
- Даебјоел - Јужна Кореја

## Монголија

### Мит о постању
У монголском миту о настанку света спомиње се Лама. Лама је учитељ, тј. проповедник у тибетанском Будзму.
Првобитно је на свету постојала само вода. Са неба се спустио Лама који је држао гвоздему шипку којом је почео да меша воду. То је изазвало ватру и ветар и на средини воде се створио вир од ког је настала земља.

### Божанства
- Баи-UУлган - бог креатор
- Есеге Малан - други бог креатор
- От - богиња брака
- Ерлиг Кхан - бог подземља